# Uggiano la Chiesa
Uggiano la Chiesa (Uscianu in dialetto salentino) è un comune italiano di 4 311 abitanti della provincia di Lecce in Puglia
Situato nel Salento orientale, nell'entroterra idruntino, comprende la frazione di Casamassella. Il comune aderisce alle Associazioni nazionali città del pane e dell'olio e al Coordinamento nazionale Enti locali per la Pace e per i diritti umani.

## Geografia fisica

### Territorio
Il territorio di Uggiano la Chiesa occupa una superficie di 14,33 km², è compreso tra i 10 e i 99 metri sul livello del mare.
Confina a nord-ovest con il comune di Giurdignano, a nord-est, a est e a sud con il comune di Otranto, a sud-ovest con il comune di Minervino di Lecce e per un brevissimo tratto anche con il comune di Santa Cesarea Terme.
- Classificazione sismica: zona 4 (sismicità molto bassa), Ordinanza PCM n. 3274 del 20/03/2003

### Clima
Dal punto di vista meteorologico Uggiano la Chiesa rientra nel territorio del Salento meridionale che presenta un clima prettamente mediterraneo, con inverni miti ed estati caldo umide. In base alle medie di riferimento, la temperatura media del mese più freddo, gennaio, si attesta attorno ai +18 °C, mentre quella del mese più caldo, agosto, si aggira sui +32,6 °C. Le precipitazioni medie annue, che si aggirano intorno ai 425 mm, presentano un minimo in primavera-estate ed un picco in autunno-inverno.
Facendo riferimento alla ventosità, i comuni del basso Salento risentono debolmente delle correnti occidentali grazie alla protezione determinata dalle serre salentine che creano un sistema a scudo. Al contrario le correnti autunnali e invernali da Sud-Est, favoriscono in parte l'incremento delle precipitazioni, in questo periodo, rispetto al resto della penisola.
| Uggiano la Chiesa          | Mesi | Mesi | Mesi | Mesi | Mesi | Mesi | Mesi | Mesi | Mesi | Mesi | Mesi | Mesi | Stagioni | Stagioni | Stagioni | Stagioni | Anno |
| Uggiano la Chiesa          | Gen  | Feb  | Mar  | Apr  | Mag  | Giu  | Lug  | Ago  | Set  | Ott  | Nov  | Dic  | Inv      | Pri      | Est      | Aut      | Anno |
| -------------------------- | ---- | ---- | ---- | ---- | ---- | ---- | ---- | ---- | ---- | ---- | ---- | ---- | -------- | -------- | -------- | -------- | ---- |
| T. max. media (°C)         | 19,0 | 21,2 | 22,6 | 23,1 | 25,1 | 29,4 | 32,2 | 33,1 | 30,0 | 26,3 | 21,7 | 19,9 | 20,0     | 23,6     | 31,6     | 26,0     | 25,3 |
| T. min. media (°C)         | 17,1 | 19,2 | 21,1 | 22,3 | 25,0 | 29,1 | 29,7 | 32,2 | 29,8 | 26,1 | 20,2 | 18,8 | 18,4     | 22,8     | 30,3     | 25,4     | 24,2 |
| Precipitazioni (mm)        | 66   | 55   | 31   | 20   | 18   | 15   | 14   | 2    | 26   | 59   | 78   | 41   | 162      | 69       | 31       | 163      | 425  |
| Umidità relativa media (%) | 79,0 | 78,9 | 78,6 | 77,8 | 75,7 | 71,1 | 68,4 | 70,2 | 75,4 | 79,3 | 80,8 | 80,4 | 79,4     | 77,4     | 69,9     | 78,5     | 76,3 |

- Classificazione climatica: zona C, 1120 GG

## Storia
Le origini di Uggiano la Chiesa non sono certe. Gli insediamenti umani comparvero già nella preistoria, come confermato dalla presenza di monumenti megalitici, quali dolmen e menhir, sparsi nel territorio circostante. La sua esistenza è segnalata nel periodo della colonizzazione greca e in epoca successiva il luogo fu frequentato dai monaci basiliani che realizzarono alcuni insediamenti rupestri, come ad esempio la chiesa cripta di San Solomo.
Qualche studioso ipotizza che la formazione di un abitato propriamente detto sia da ricondurre ai profughi della vicina città messapica di Vaste, distrutta nel 1147 da Guglielmo il Malo. Il primo nucleo sorse intorno ad una torre di avvistamento realizzata a protezione della città di Otranto nella direttrice sud, verso il Capo di Leuca. Nei documenti più antichi, tra il 1200 ed il 1300, si trova menzionato come "Ojano" o "Osciano". In epoca moderna si trova prevalentemente menzionato come "Uggiano della Chiesa" ("Uggiano Ecclesiae") e qualche volta, a causa della equivalenza grafica della U alla V nella lingua latina, e specificamente in atti di formazione non locale, come "Viggiano della Chiesa". L'ipotesi più accreditata è che il nome derivi dal toponimo di derivazione latina "Vigilarum", col significato di "luogo di vedetta e di controllo". Il casale nel giugno del 1219 fu donato dall'imperatore Federico II all'arcivescovo idruntino Tancredi degli Annibaldi, e la Chiesa Episcopale di Otranto ne tenne il possesso ininterrottamente fino al 1806, anno di soppressione del regime feudale. L'arcivescovo ottenne così il titolo di "Baron Oggiani".

### Simboli
Lo stemma comunale è stato riconosciuto con D.P.C.M. del 20 febbraio 1958.
Il gonfalone, concesso con D.P.R. del 5 marzo 1958, è un drappo di giallo.

## Monumenti e luoghi d'interesse

### Architetture religiose

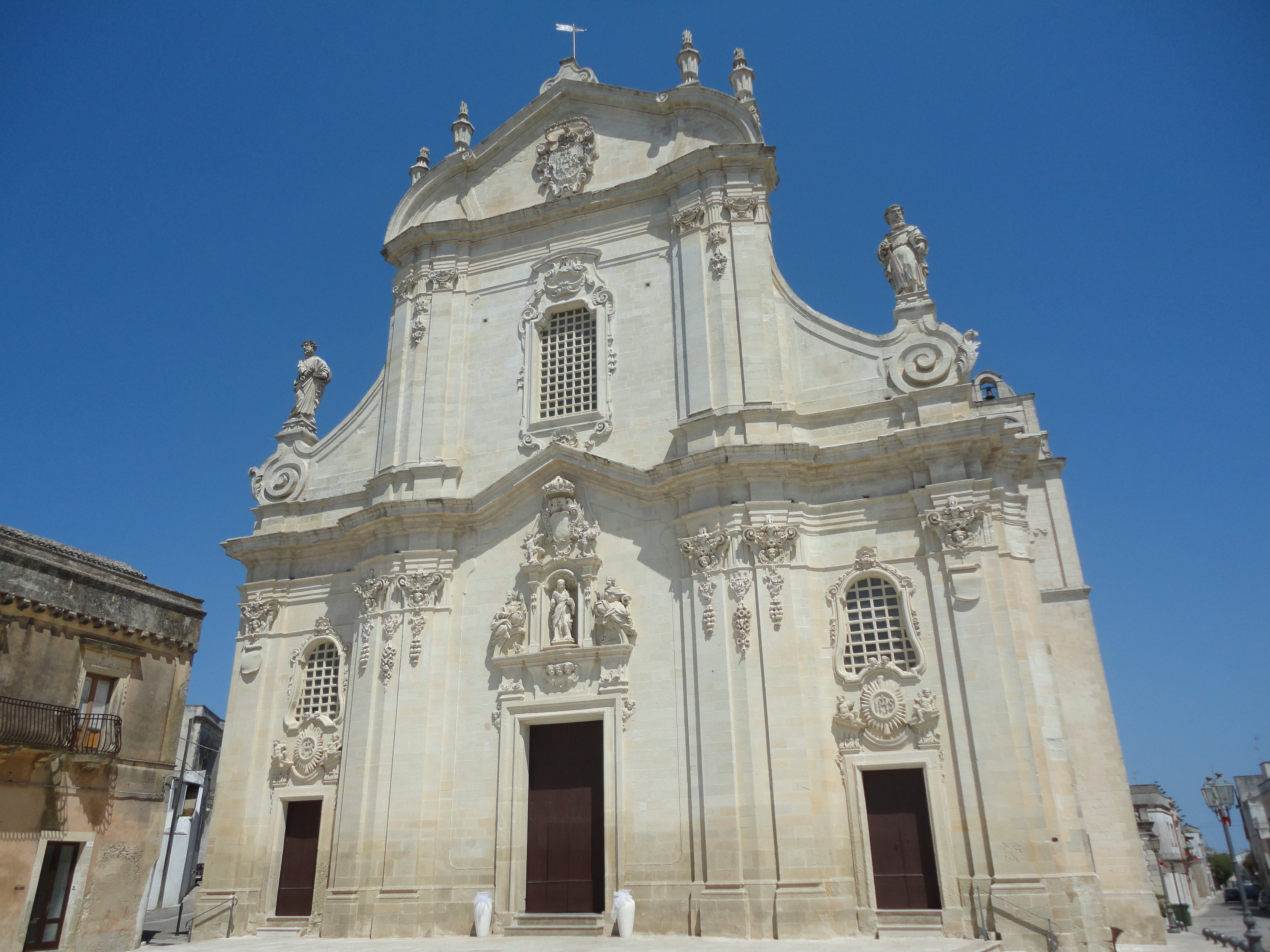
Chiesa di Santa Maria Maddalena

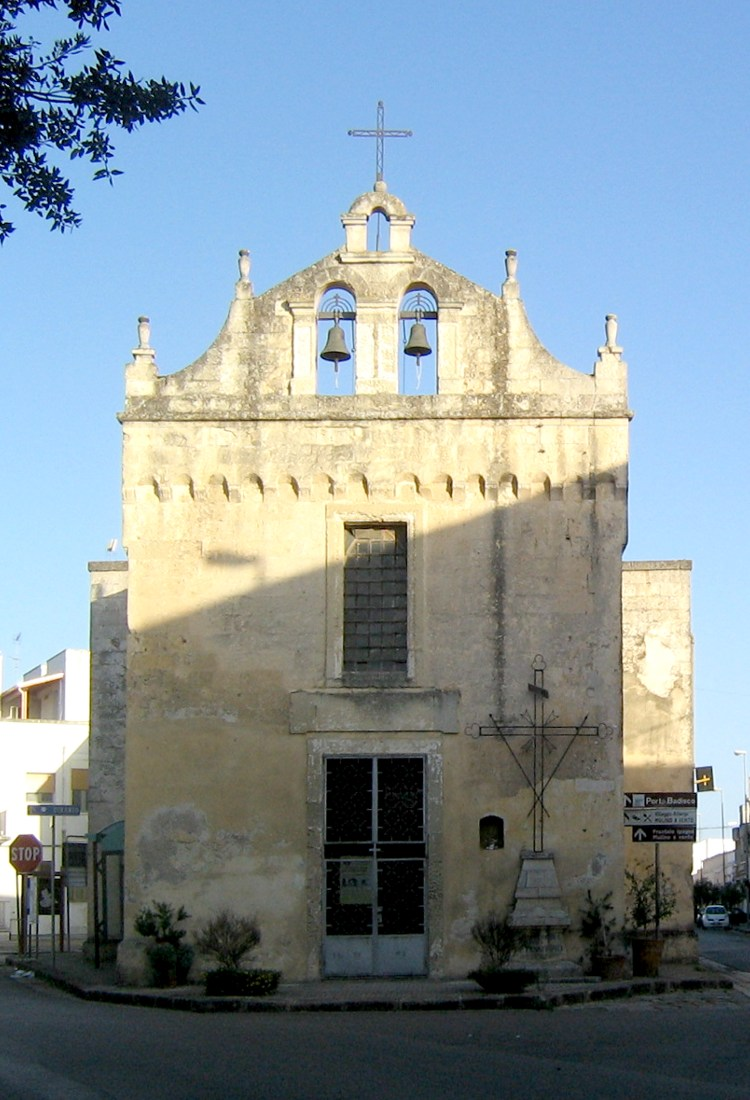
Cappella di Sant'Antonio da Padova

#### Chiesa di Santa Maria Maddalena
La chiesa madre di Santa Maria Maddalena risale alla seconda metà del XVIII secolo. Possiede un impianto basilicale a tre navate, a croce latina, con tamburo e cupola. La facciata, terminata nel 1775, è divisa in due ordini ed è coronata da un fastigio mistilineo. Nell'ordine inferiore, tripartito da lesene con capitelli riccamente decorati a foglie e festoni, si aprono tre portali d'ingresso. Un'aggettante trabeazione sottolinea la partitura tra ordine inferiore e superiore. Sulle volute laterali dell'ordine superiore sono posizionate le statue di san Pietro e san Paolo, mentre sul portale centrale campeggia la statua di santa Maria Maddalena. L'interno, decorato a stucco con motivi di gusto rococò, ospita pregevoli altari sormontati da tele, molte delle quali attribuite al pittore leccese Oronzo Tiso.

#### Cripta di Sant'Elena
La cripta di sant'Elena, nota fino a tutto l'800 come san Solomo o Silomo, deve il suo nome recente ad una probabile deformazione del termine greco "Eleusa", appellativo della Vergine, raffigurata in un affresco. Di origine bizantina, risale all'XI-XII secolo quando il Salento era uno dei possedimenti bizantini in cui i monaci basiliani esercitarono intensamente la loro attività divenendo una potenza economica e culturale in Terra d'Otranto. Possiede una pianta a tre navate, tripartita da 12 pilastri a sezione trapezoidale che scandiscono lo spazio interno. Alla chiesa si accede con un ingresso posto lateralmente; le pareti sono movimentate da nicchie e sono scandite da numerose piccole cavità per l'illuminazione con lucerne. Rimangono alcune tracce di affreschi che un tempo ricoprivano l'intera superficie.

#### Altre chiese

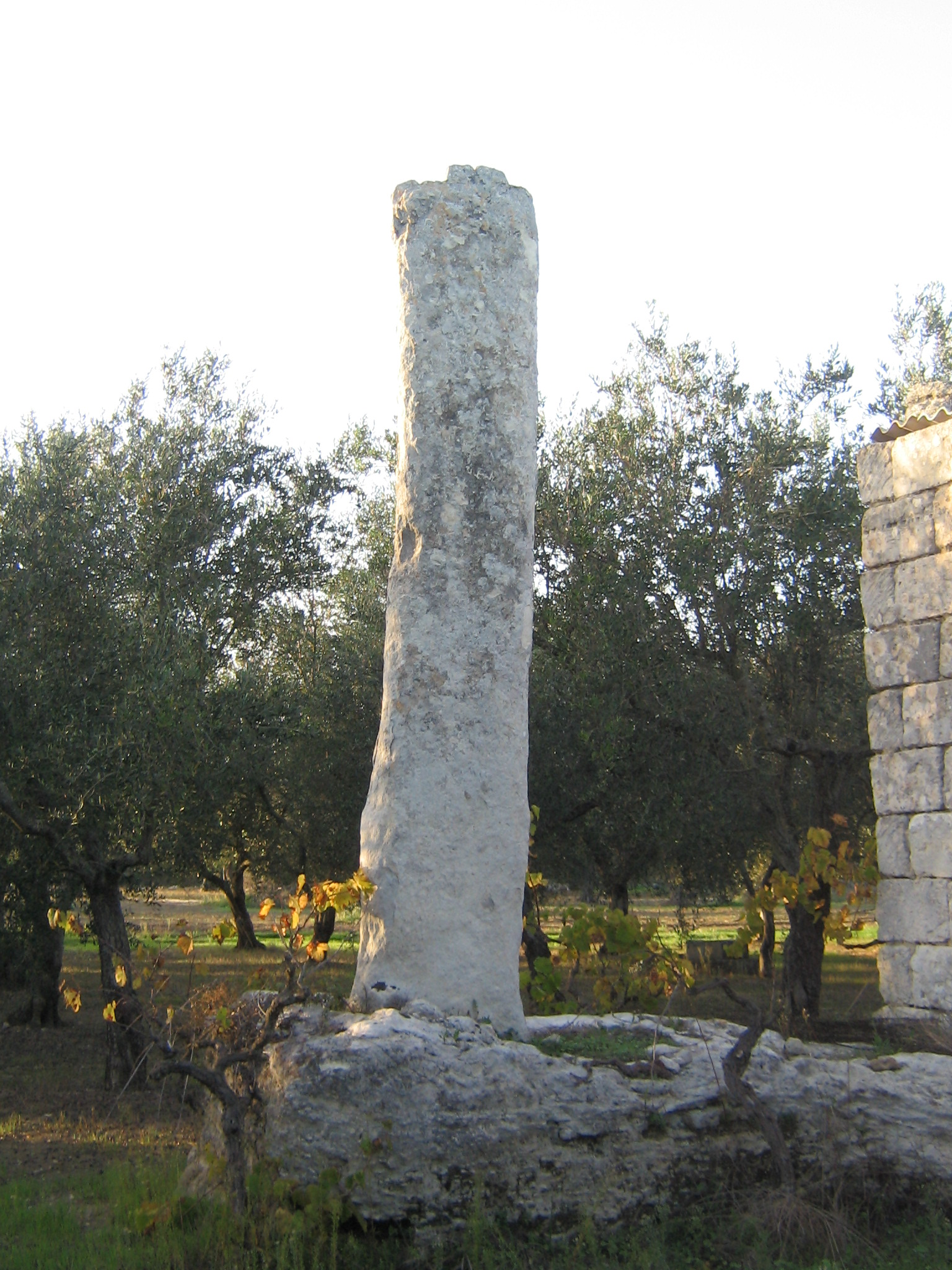
Menhir San Giovanni Malcantone

- Cappella di Sant'Antonio da Padova
- Cappella di Santa Lucia
- Cappella di San Vincenzo Ferreri
- Chiesa dei Santi Medici

### Architetture militari

#### Torre dell'Angelo
La Torre dell'Angelo è stata eretta agli inizi del secolo XVII e si affaccia sulla piazza principale di Uggiano, tra le vie Santa Lucia e Casamassella. È stata dichiarata nel 1939 patrimonio di interesse storico-culturale. In origine fu proprietà di un capitano spagnolo stabilitosi ad Uggiano la Chiesa. Nell'800 era stata abitazione del notaio De Vita Lamanna. Dal 1968 appartiene alla famiglia Siciliano, che la acquistò da Alberto Gargasole. Nell'ambiente a pianterreno dove si apre un grande portone prospiciente la facciata della chiesa, ebbe sede per almeno un secolo la curia baronale. Ora è abitata dalla famiglia Siciliano - de Marco.

### Architetture civili

#### Antica Dimora Nachira
La dimora della famiglia Nachira, a due passi dalla Chiesa di Santa Maria Maddalena, con la facciata scandita da finestre sormontate da timpani triangolari, una struttura su più piani con cortile interno e terrazza, rappresenta un tipico esempio di dimora di agiata famiglia salentina. A tale famiglia appartenne il monaco Macario Nachira, ucciso in Otranto dai Turchi nel 1480 in chiesa assieme ad altri tre francescani, tra cui Leone da Faggiano, prima dell'eccidio degli 800 Martiri di Otranto.

### Siti archeologici

#### Menhir San Giovanni Malcantone
Il menhir San Giovanni Malcantone è uno dei più alti menhir di Terra d'Otranto. Si trova nelle vicinanze dell'omonima masseria, lungo la strada romana che conduce a Porto Badisco. Alto 4 m, il menhir si eleva su un basamento roccioso naturale e rozzamente rifinito. Presenta una forma parallelepipeda a sezione rettangolare con lato maggiore di lunghezza 72 cm e con il lato minore misurante circa 48 cm.

## Società

### Evoluzione demografica
Abitanti censiti

### Etnie e minoranze straniere
Al 31 dicembre 2017 a Uggiano la Chiesa risultano residenti 142 cittadini stranieri. Le nazionalità principali sono:

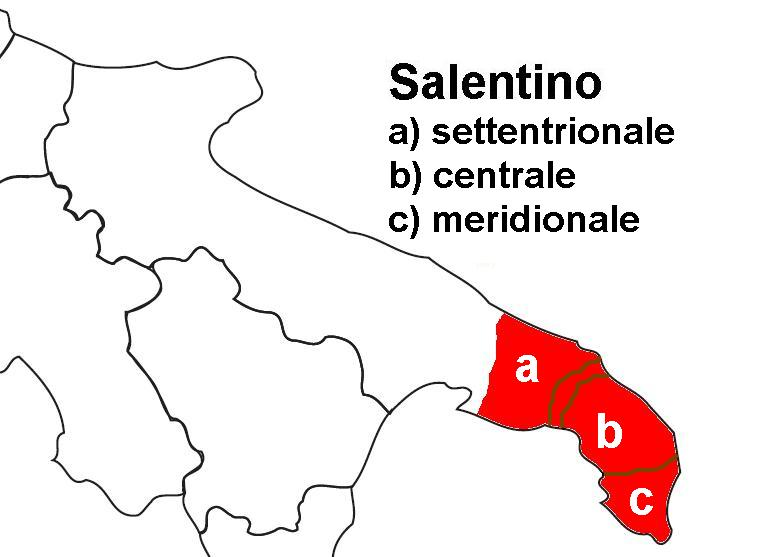
Diffusione del dialetto Salentino

- Romania: 74

### Lingue e dialetti
Il dialetto parlato a Uggiano la Chiesa è il dialetto salentino nella sua variante meridionale. Il dialetto salentino, appartenente alla famiglia delle lingue romanze e classificato nel gruppo meridionale estremo, si presenta carico di influenze riconducibili alle dominazioni e ai popoli succedutisi in questi territori nei secoli: messapi, greci, romani, bizantini, longobardi, normanni, albanesi, francesi, spagnoli.

### Tradizione e folclore

#### Tavole di San Giuseppe
Le Tavole di San Giuseppe si allestiscono in occasione della festa di San Giuseppe. Le famiglie devote approntano delle grandi tavole imbandite con grossi pani circolari a forma di ciambella, raffiguranti alcuni simboli (il giglio, il rosario, etc.) che rappresentano i "santi" che fanno parte della tavola. Il numero dei "santi" è sempre dispari e va da un minimo di tre (la Madonna, San Giuseppe e Gesù bambino) ad un massimo di tredici e vengono interpretati da persone care alla famiglia che allestisce. Le tavole vengono aperte al pubblico già nella serata del 18 marzo e ai visitatori vengono offerte le tradizionali "pucce" benedette. A mezzogiorno del 19 marzo avviene la consumazione delle pietanze. Il devoto che ha allestito la tavola bacia per primo i grossi pani, che dovranno essere poi baciati dal "San Giuseppe" prima di essere consegnati ai "Santi". Anche le altre pietanze sono servite prima a colui che interpreta San Giuseppe e poi agli altri "santi". Per tradizione la "Madonna" deve essere interpretata da una ragazza nubile.
Queste tavole vengono realizzate esclusivamente a Uggiano la Chiesa e nei paesi vicini di Minervino di Lecce, Casamassella, Cocumola, Giurdignano e Giuggianello. L'usanza è praticata, seppure con alcune differenze, anche nei comuni tarantini di Lizzano e San Marzano di San Giuseppe.

## Cultura, istruzione, spettacoli

### Biblioteche
- Biblioteca Comunale "Antonio De Viti De Marco", Piazza Vittorio Emanuele II, a Casamassella

### Scuole
Nel Comune di Uggiano la Chiesa hanno sede due Scuola dell'infanzia (di cui una nella frazione di Casamassella), una Scuola primaria e una Scuola secondaria di primo grado, facenti parte del locale Istituto Comprensivo Statale.

### Eventi
- Tavole di San Giuseppe, 18 e 19 marzo
- Festa di Santa Maria Maddalena, dal 21 al 23 luglio
- Caloma Festival 26-28 Luglio 2024 – Caloma, un filo che lega l’entroterra al mare. Il festival che anima Casamassella, questo evento si inserisce all’interno del progetto “Casamassella. Borgo delle tessitrici“
- Primo fine settimana di Agosto Pittulata
- Festa e fiera tradizionale dei Santi Medici, 26 e 27 settembre
- Festa di Santa Lucia e tradizionale Pamparrina (falò), 13 dicembre

## Infrastrutture e trasporti

### Strade
Le principali direttrici stradali di Uggiano la Chiesa sono:
- Strada statale 16 Adriatica Lecce-Maglie-Otranto

Il centro è anche raggiungibile dalle strade provinciali interne:
- Strada provinciale Uggiano la Chiesa-Minervino di Lecce-Poggiardo
- Strada provinciale Uggiano la Chiesa-Casamassella-Giurdignano
- SP358 Strada provinciale Santa Cesarea Terme-Porto Badisco-Uggiano la Chiesa-Otranto

## Amministrazione
Di seguito è presentata una tabella relativa alle amministrazioni che si sono succedute in questo comune.
| Periodo           | Periodo           | Primo cittadino             | Partito         | Carica      | Note   |
| ----------------- | ----------------- | --------------------------- | --------------- | ----------- | ------ |
| 24 febbraio 1989  | 2 marzo 1990      | Liberato Rugge              | -               | Sindaco     | [ 14 ] |
| 2 marzo 1990      | 24 maggio 1990    | Teodoro Iasella             | lista civica    | Sindaco     | [ 14 ] |
| 29 maggio 1990    | 24 aprile 1995    | Liberato Rugge              | Lista civica    | Sindaco     | [ 14 ] |
| 24 aprile 1995    | 21 febbraio 1998  | Liberato Rugge              | lista civica    | Sindaco     | [ 14 ] |
| 21 febbraio 1998  | 25 maggio 1998    | Salvatore Nuzzachi          |                 | Comm. pref. | [ 14 ] |
| 25 maggio 1998    | 28 maggio 2002    | Maria Cristina Rizzo        | centro destra   | Sindaco     | [ 14 ] |
| 28 maggio 2002    | 29 maggio 2007    | Maria Cristina Rizzo        | centro destra   | Sindaco     | [ 14 ] |
| 29 maggio 2007    | 28 novembre 2009  | Luigi Licci                 | lista civica    | Sindaco     | [ 14 ] |
| 28 novembre 2009  | 30 marzo 2010     | Maria Santorufo             |                 | Comm. pref. | [ 14 ] |
| 30 marzo 2010     | 1º giugno 2015    | Giuseppe Salvatore Piconese | centro sinistra | Sindaco     | [ 14 ] |
| 1º giugno 2015    | 21 settembre 2020 | Giuseppe Salvatore Piconese | centro sinistra | Sindaco     | [ 14 ] |
| 21 settembre 2020 | in carica         | Stefano Andrea De Paola     | lista civica    | Sindaco     | [ 14 ] |

### Gemellaggi
- Atrani
- Cerchiara di Calabria
- Fossacesia
- Ostra Vetere
- Lugo di Vicenza
- San Zenone al Po